# Lasy Skaliskie
Lasy Skaliskie este o arie protejată (arie de protecție specială avifaunistică — SPA) din Polonia întinsă pe o suprafață de 12.626,6 ha, integral pe uscat.

## Localizare
Centrul sitului Lasy Skaliskie este situat la coordonatele 54°17′00″N 21°57′06″E / 54.2832°N 21.9517°E.

## Înființare
Situl Lasy Skaliskie a fost declarat arie de protecție specială avifaunistică în noiembrie 2008 pentru a proteja 27 de specii de animale.

## Biodiversitate
Situată în ecoregiunea continentală, aria protejată nu include niciun habitat protejat.
La baza desemnării sitului se află mai multe specii protejate de  păsări (27): minunița (Aegolius funereus), pescăruș albastru (Alcedo atthis), acvilă țipătoare mică (Aquila pomarina), ciuf de câmp (Asio flammeus), cocoșul de mesteacăn (Bonasa bonasia), buhai de baltă (Botaurus stellaris), caprimulg (Caprimulgus europaeus), barză albă (Ciconia ciconia), barză neagră (Ciconia nigra), erete de stuf (Circus aeruginosus), erete vânăt (Circus cyaneus), erete cenușiu (Circus pygargus), cristeiul de câmp (Crex crex), ciocănitoare cu spate alb (Dendrocopos leucotos), ciocănitoarea de stejar (Dendrocopos medius), ciocănitoare neagră (Dryocopus martius), vânturel de seară (Falco vespertinus), muscar (Ficedula parva), cocor (Grus grus), codalb (Haliaeetus albicilla), sfrâncioc roșiatic (Lanius collurio), ciocârlie de pădure (Lullula arborea), gaia roșie (Milvus milvus), viespar (Pernis apivorus), ciocănitoare verzuie (Picus canus), ploier auriu (Pluvialis apricaria), fluierar de mlaștină (Tringa glareola).